# Cette nuit
Pour plus de détails, voir Fiche technique et Distribution.
Cette nuit est un film français réalisé par Vincent Dietschy et sorti en 1998.

## Fiche technique
- Titre : Cette nuit
- Réalisation : Vincent Dietschy
- Scénario : Vincent Dietschy
- Photographie : Laurent Cantet
- Son : François Maurel
- Montage : Vincent Dietschy
- Production : Sérénade Productions
- Pays d'origine :  France
- Durée : 52 minutes
- Date de sortie : France - 29 avril 1998

## Distribution
- Carole Isman : Nathalie
- Fabienne Roques : Kathia
- Olivier Mutelet Lacour : François